# Транзит (фільм, 2012)
«Транзит» (англ. Transit) — американський бойовик 2012 року режисера Антоніо Негрета.

## Зміст
Щоб перевезти вкрадені чотири мільйони доларів через дорожній контрольно-пропускний пункт, винуватці кривавого пограбування банку використовують просту родину як мимовільних кур'єрів. Тепер злочинці хочуть отримати свої гроші назад і не зупиняться ні перед чим, щоб повернути їх.

## Ролі
| Актор           | Роль                  |
| --------------- | --------------------- |
| Джеймс Кевізел  | Нейт                  |
| Джеймс Фрейн    | Марек                 |
| Діора Берд      | Аріель дівчина Марека |
| Гарольд Перріно | Лосада                |
| Елізабет Рьом   | Робін дружина Нейта   |
| Стерлінг Найт   | Шейн син Нейта        |
| Роббі Джонс     | Даллас                |
| Джейк Черрі     | Кенні син Нейта       |
| Райан Доноху    | Еверс                 |
| Дж. Д. Евермор  | сержант Дусетт        |

## Відгуки
Видання «Variety» зазначає, що хоча фільм і не відрізняється витонченою логікою сценарію (і в цьому робота Негрета поступається «Мису страху»), в цілому, картина вдалася.
На думку Енді Вебстера (The New York Times), тема насильства, використовувана в «Транзиті», позначена впливом таких фільмів, як «Солом'яні пси» Сема Пекінпа, «Доказ смерті» Квентіна Тарантіно та «Південний комфорт» Уолтера Хілла. При цьому, заявляє критик, хоча картина і здатна привернути до себе деяку увагу, «на відміну від своїх предтеч, вона не захоплює».